# Dactylispa manni
Dactylispa manni es una especie de insecto coleóptero de la familia Chrysomelidae.
Fue descrita científicamente en 1972 por Vazirani.